# Daniel Luxbacher
Daniel Luxbacher, né le 13 mars 1992 à Vienne, est un footballeur autrichien. Il évolue au poste de milieu offensif avec le club du First Vienna.

## Biographie
Il inscrit huit buts en deuxième division autrichienne lors de la saison 2013-2014 avec le club du SC Rheindorf Altach, remportant dans le même temps le titre de champion.

## Palmarès
- Champion d'Autriche de D2 en 2014 avec le SC Rheindorf Altach